# Acantiza reguloide
L'acantiza reguloide (Acanthiza reguloides) és una espècie d'ocell de la família dels acantízids (Acanthizidae) endèmic d'Austràlia.

## Descripció
- Fa 8-10 cm de llarg.
- Color general de plomatge beix.
- Iris blanc.

## Hàbitat i distribució
Viu entre les branques caigudes, l'escorça i l'herba curta de boscos clars, d'Austràlia oriental, des del nord-est de Queensland cap al sud, fins al sud de Victòria.

## Llista de subespècies
S'han descrit quatre subespècies:
- Acanthiza reguloides australis (North, 1904). Oest d'Austràlia Meridional i sud-oest de Victòria
- Acanthiza reguloides nesa (Mathews, 1920). Sud-est de Queensland.
- Acanthiza reguloides reguloides, Vigors i Horsfield, 1827. Des del nord de Nova Gal·les del Sud fins al sud de Victòria.
- Acanthiza reguloides squamata, De Vis, 1889. Est de Queensland.